# Stadio della Rondinella
Lo stadio della Rondinella era un impianto sportivo costruito nel 1914 a Roma e attivo fino al 1957; sorgeva nell'area alberata compresa tra l'attuale curva Nord dello stadio Flaminio e la calotta del palazzetto dello Sport.

## Storia

Panoramica d'epoca del quartiere Flaminio con la Rondinella, lo stadio Nazionale e il Campo Apollodoro.

Dopo avere utilizzato per anni gli spazi di Piazza d'Armi il presidente della Lazio, Fortunato Ballerini, si mise alla ricerca di un impianto sportivo da utilizzare per le partite casalinghe della squadra biancoceleste e ottenne da Ernesto Nathan, sindaco di Roma, dei terreni nel quartiere Flaminio: il 1º novembre 1914 avviene l'inaugurazione del suo stadio con la vittoria per 3-2 contro l'Audace. Le attività sportive sono sospese in seguito all'entrata in guerra dell'Italia e molti calciatori vengono arruolati; l'impianto viene quindi trasformato in orto di guerra.
Terminato il conflitto lo stadio della Rondinella venne ristrutturato, utilizzando anche tre vagoni di materiale donati dalla Croce Rossa Americana agli esploratori per erigere baracche prefabbricate. Il campo dell'impianto viene ruotato di 180° nel 1924 e viene anche realizzata una tribuna coperta in legno: riprende in parte i colori della squadra e poggia su una base di mattoni dove vengono creati quattro spogliatoi con docce, la casa del custode e un magazzino. Gli spalti si sviluppano sugli altri tre lati del terreno di gioco e la capienza complessiva equivale a oltre 15 000 posti. I lavori vengono eseguiti dalla ditta Di Zitto & C. per conto della Società Anonima Campo Rondinella, con un capitale parzialmente finanziato da sottoscrizioni pubbliche poi convertite in tessere di socio vitalizio.
Iniziato il primo campionato a girone unico, in attesa del trasferimento a campo Testaccio, l'impianto ospita nelle sue prime due partite casalinghe anche la Roma, una delle quali è lo storico 9-0 contro la Cremonese, vittoria casalinga con il maggior numero di reti di scarto nella storia del club giallorosso. Nella medesima stagione viene disputato il primo derby tra SS Lazio e AS Roma, il quale termina 0-1 per la "Lupa" grazie a una rete di Rodolfo Volk.
Nel 1927 l'architetto Marcello Piacentini ricostruisce lo stadio Nazionale, edificato nel 1911, e, con il nome di stadio Nazionale del PNF, viene utilizzato dalla Nazionale italiana oltre che da Lazio e Roma per le partite di cartello a partire dal campionato 1930-31. La Lazio si allena alla Rondinella fino al 1957, quando un incendio distrugge buona parte dell'impianto; quel che resta dello stadio viene in seguito abbattuto e trasformato in parcheggio.